# Мастерская художника (картина Курбе)
Мастерская художника, или Ателье (фр. L’Atelier du peintre. Allégorie Réelle déterminant une phase de sept années de ma vie artistique (et morale)) — картина выдающегося французского живописца Гюстава Курбе. Написана в 1855 году. Полное название — «Мастерская художника. Истинная аллегория семи лет моей творческой и нравственной жизни».

## История, содержание и критика
В 1855 году в Париже состоялась вторая Всемирная выставка. Её особенностью стал обширный раздел изобразительного искусства. В павильоне Монтань экспонировали около пяти тысяч картин более чем двух тысяч художников. Специальные отделы французского искусства посвятили Энгру, Делакруа, Декану. «Большое жюри» выставки приняло одиннадцать картин Курбе, но отвергло два самых значительных произведения: «Похороны в Орнане» и «Мастерская художника», или «Ателье».
Курбе не мог подчиниться такому решению. Он обратился к музеям и частным лицам, владельцам своих произведений, с просьбой прислать их на временную выставку, которую он устроил в специально построенном здании под названием «Павильон реализма», где показал около сорока картин. Курбе не случайно выбрал слово «реализм», брошенное ему критиками в качестве насмешки, и сам провозгласил себя реалистом. Тем самым Курбе не только принял вызов академического жюри, но и нарушил правила поведения, устроив выставку без государственного разрешения в период Второй империи. Выставку он сопроводил каталогом с текстом манифеста. В тексте художник декларировал право на свободу творчества и право самостоятельно показывать свои произведения публике. В своей декларации он писал: «Передавать и оценивать нравы, идеи и внешний вид моей эпохи, быть не только художником, но ещё и человеком, одним словом, делать живое искусство — такова моя цель».
Выставка не имела успеха, зрители недоумевали, смеялись и возмущались «грубым искусством». Критика издевалась над художником. Картины оценили немногие, среди них были Эжен Делакруа и Шарль Бодлер. Последний утверждал, что вызов Курбе «произвёл впечатление взрыва». Однако большинство отзывов были издевательскими. Писатель и журналист, друг художника Жюль Валлес позднее вспоминал: «Толпа останавливалась перед полотнами, но больше от удивления, чем от волнения; а на завтра, вместо того чтобы просветить эту публику, критика начинала ей подпевать; она негодовала по поводу смелости художника. Курбе называли диким хвастуном и смешным шарлатаном… Наберемся смелости и честности — признаем наши ошибки и откажемся от сведения счетов… Когда появился Курбе, все задыхалось еще в узких рамках традиции. Он сломал эти рамки и ранил их осколками. Особенно почувствовали себя уязвленными коллеги; критика начала свою осаду…».
Начатая в конце 1854 года, картина «Мастерская художника» была закончена в течение шести недель. Курбе говорил о своём произведении: «Весь мир изображён в моей мастерской». Персонажи на картине представляют собой аллегории различных влияний на творческую жизнь Курбе. На огромном полотне (361 x 598 см), Курбе изобразил «представителей низших сословий» из его родного города Орнана (слева от зрителя), с другой стороны показаны друзья и коллеги Курбе, среди которых можно узнать Жорж Санд, Шарля Бодлера, Шанфлёри, Пьера Жозефа Прудона, коллекционера Альфреда Брюйа и певицу Каролину Унгер, жену Франсуа Сабатье. Считается, что призрачная женская фигура справа от Бодлера — его любовница Жанна Дюваль, которую Бодлер попросил закрасить.
В центре картины — сам Курбе за мольбертом, перед мольбертом художник показал крестьянского мальчика (его присутствие в картине трактуют в качестве символа «невинного взгляда ребенка»). Но более всего критиков возмутила фигура обнажённой натурщицы, сбросившей одежды прямо перед зрителями (эту фигуру считают аллегорией «голой правды» или «истинной природы»).
Свою загадочную композицию Курбе, вероятно предвидя скандал, сопроводил пояснительной надписью: «Реальная аллегория, определяющая семилетний период моей художественной жизни».
Своё произведение курбе создал, возможно, под влиянием «Менин» Диего Веласкеса. В свою очередь картина повлияла на Эдуарда Мане в его ранних произведениях «Старый музыкант» и «Музыка в Тюильри».

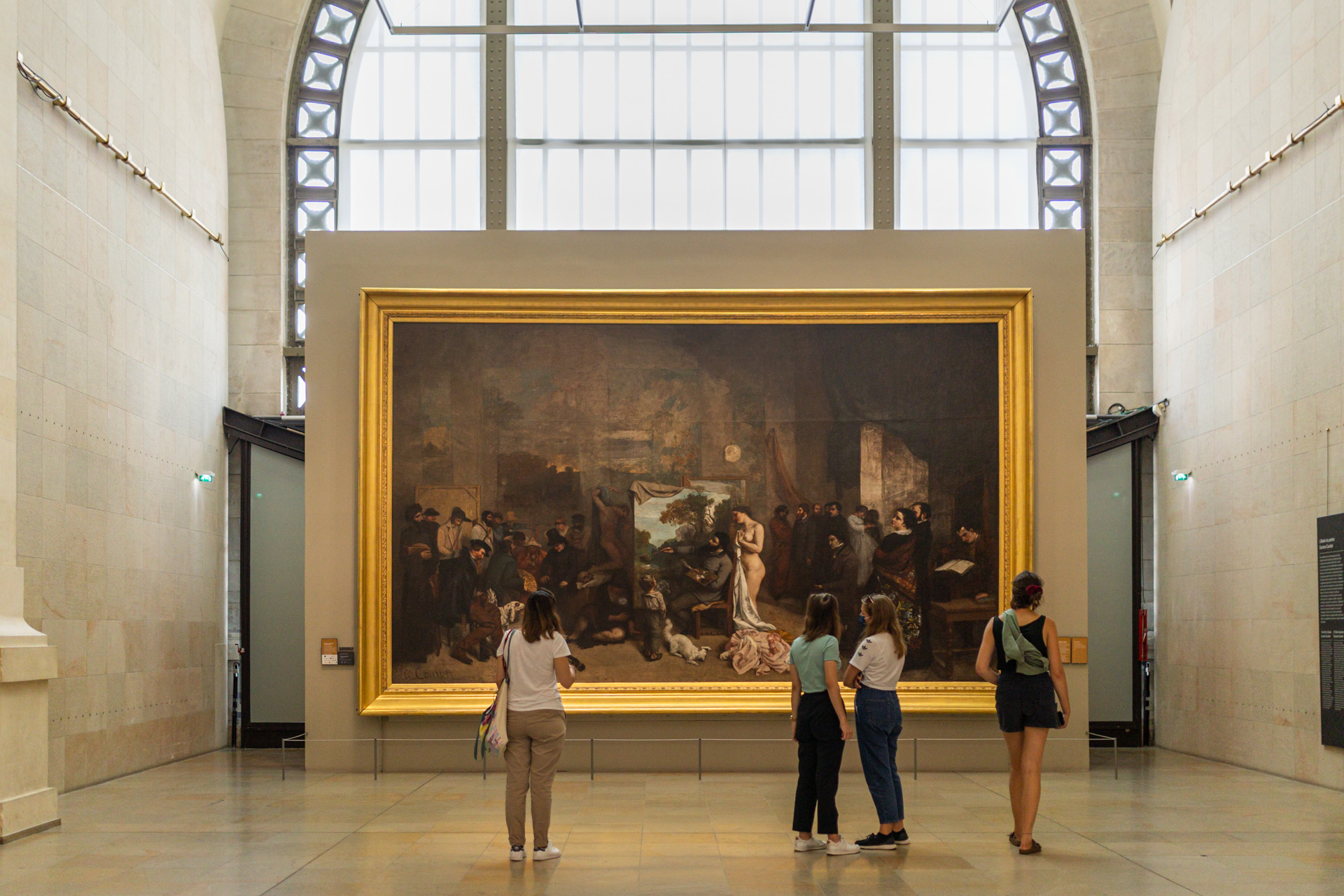
Картина в музее Орсе
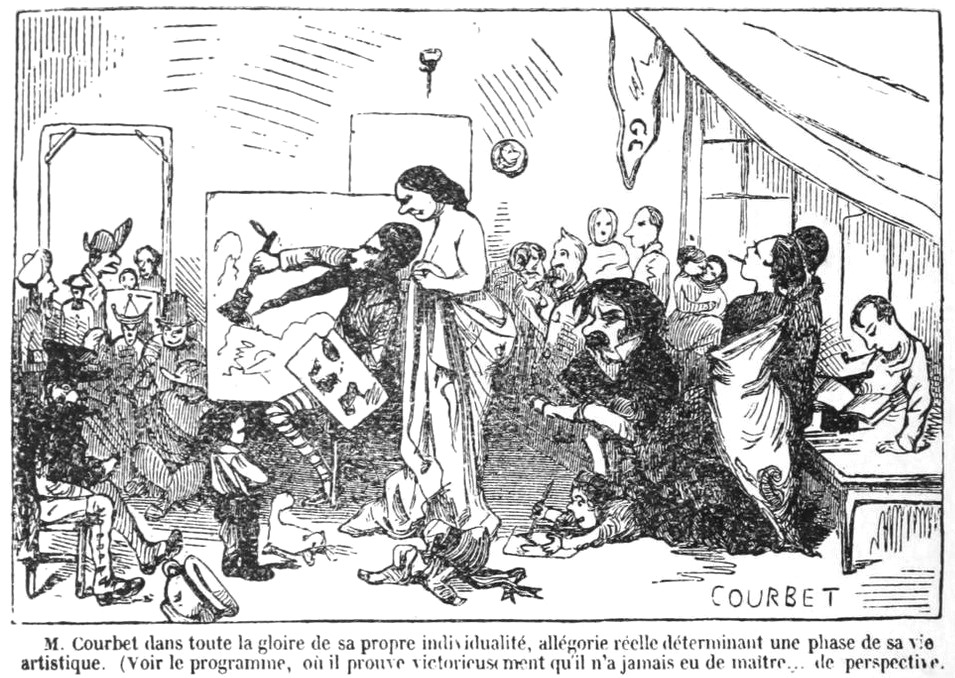
Карикатура Кийленбуа на картину Курбе. L'Illustration, 21 июля 1855 года
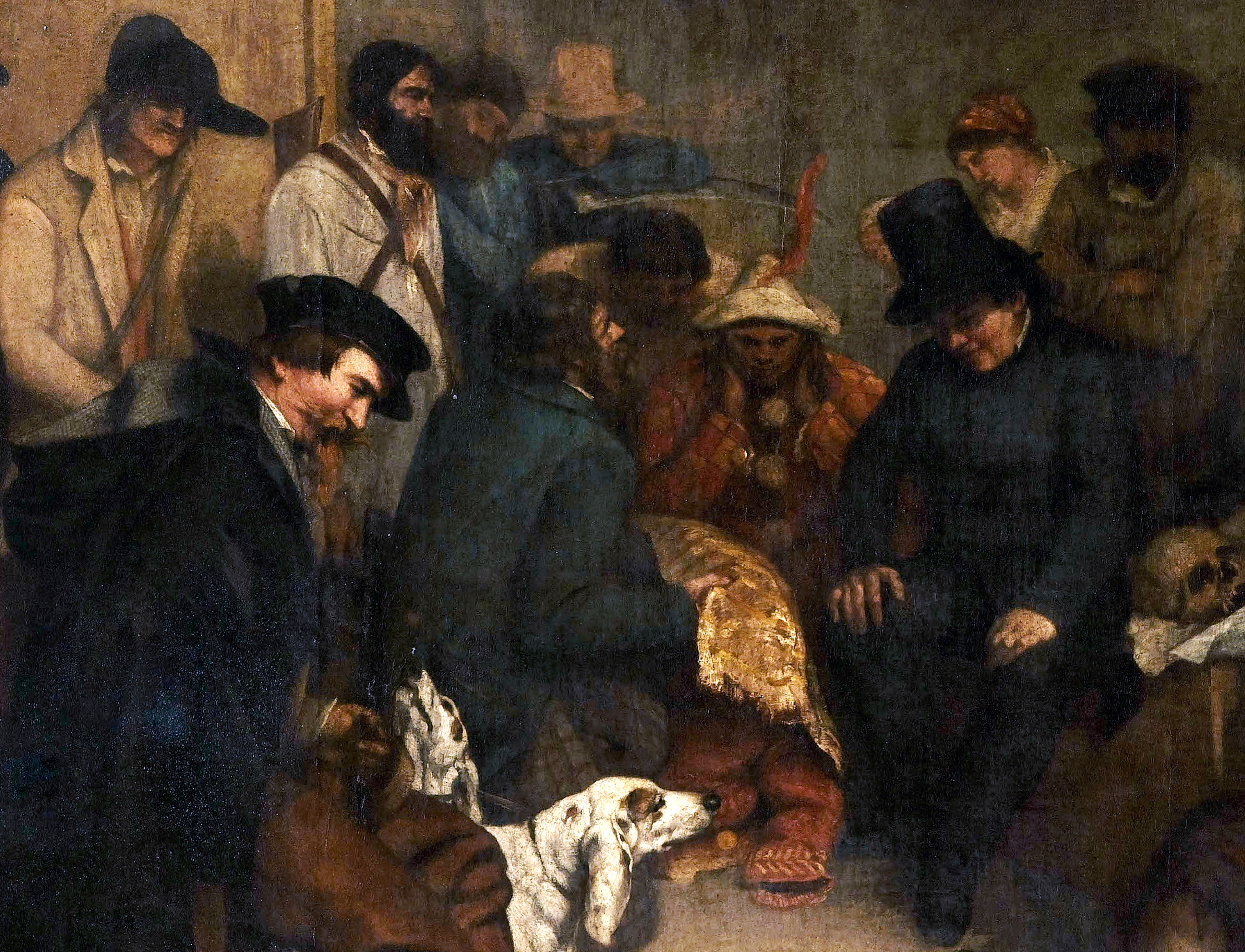
Левая часть картины. Изображены: Гюстав Курбе, Альфред Брюйа, Пьер Жозеф Прудон, Шанфлёри, Шарль Бодлер
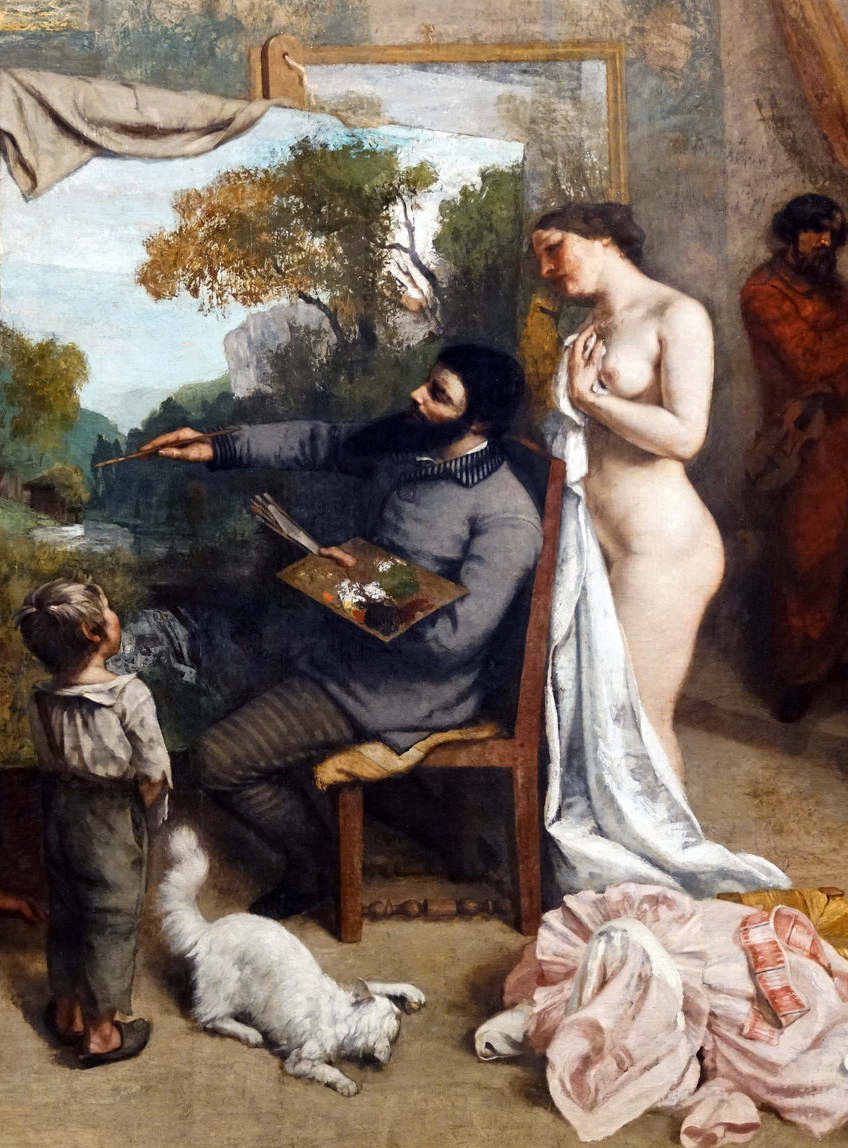
Центральная часть
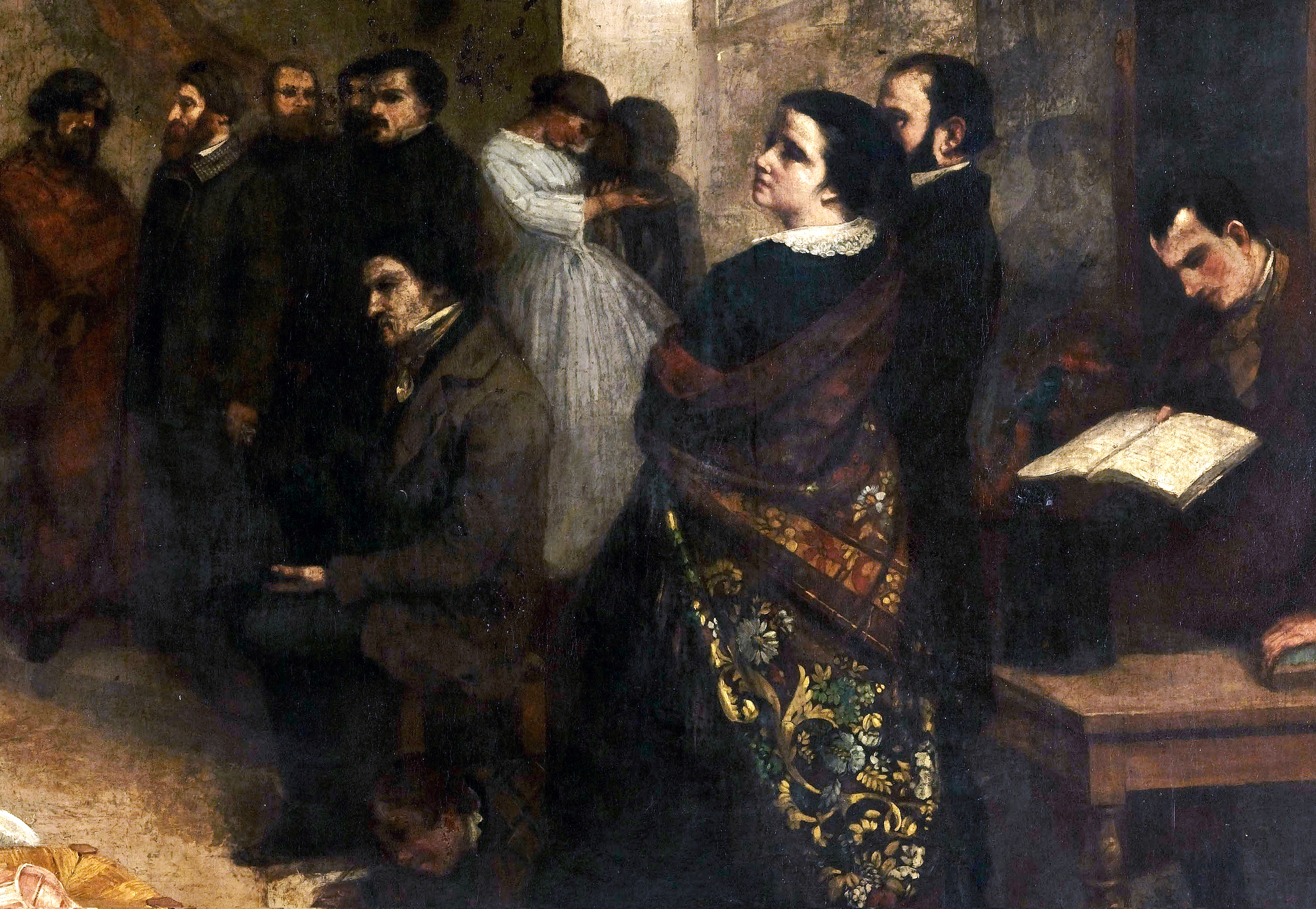
Правая часть. Изображены: Альфред Брюйа, Пьер Жозеф Прудон, Шанфлёри, Шарль Бодлер (основные персоны показаны художником дважды)